# Modos de adquirir la propiedad (Chile)
Los modos de adquirir la propiedad o modos de adquirir el dominio, son hechos o actos a los que la ley atribuye la virtud de hacer nacer o traspasar el dominio.
Juan Andrés Orrego define al modo de adquirir como el hecho o acto jurídico que produce efectivamente la adquisición del dominio u otro derecho real.
Si se examina el artículo 588 del Código Civil chileno, la ley no da un concepto de lo que entiende por modos de adquirir, sino que solo los enumera. Estos son la ocupación, la accesión, la tradición, la sucesión por causa de muerte y la prescripción adquisitiva. 
Este concepto hace referencia directa al dominio, o sea, existe una referencia directa a un solo modo de adquirir. La doctrina le pone énfasis al dominio porque si uno examina el Código Civil es posible constatar que el Código ha regulado los modos de adquirir de la perspectiva del dominio, pero eso no quiere decir que este concepto y la regulación de los modos de adquirir no sea aplicable a los otros derechos reales. Los modos de adquirir pueden aplicarse además del dominio a la posesión, ya que también operan como modos de entrar a la posesión de las cosas

## El rol en el ordenamiento jurídico chileno
Las funciones que desempeñan los modos de adquirir en el Derecho de Chile, son las siguientes:
- Sirven para la adquisición del dominio y también de los demás derechos reales.

En Chile, la adquisición de una cosa (a lo menos por un modo derivativo) requiere de un título y un modo. El contrato, siendo un mero título, sólo genera derechos personales (créditos u obligaciones), y será el modo de adquirir el dominio, el que permita cristalizar esto en una verdadera transferencia del derecho real. Se discute si esto opera de la misma manera en los modos originarios de adquirir el dominio, y en dónde radicaría el título.
- Sirven para la adquisición de la posesión, lo que tiene importancia en aquellos casos en que los modos de adquirir no hayan podido operar como tales.

La posesión es un hecho (la tenencia de una cosa con ánimo de señor y dueño), y el derecho real es justamente un derecho, como lo dice el nombre. Puede ocurrir que la persona no tenga título suficiente para tener un derecho real sobre la cosa, pero crea o considere en su fuero interno, incluso de buena fe, que sí lo tiene, en cuyo caso, al ser poseedor, si bien no es dueño o no es titular del derecho real en comento, sí podría llegar a adquirirlo a la larga por vía de prescripción.
- Pueden servir para la adquisición de derechos personales.

En la tradición y la sucesión por causa de muerte pueden transferirse y transmitirse respectivamente créditos o deudas del tradente al adquirente, o del causante a su causahabiente en su caso.

## Clasificación de los modos de adquirir

### Originarios y Derivativos
- Originarios

Aquellos en que el derecho nace por una vez para el adquirente y con independencia a cualquier derecho de otra persona sobre la cosa. Es el caso de la ocupación, accesión y prescripción adquisitiva. Tiene importancia porque la extensión y límite del derecho depende de actos que realice el propio titular con independencia de los derechos del antecesor.
- Derivativos

Aquellos en que la persona adquiere el derecho real fundada en el derecho anterior de otra persona. Ejemplo: tradición y la sucesión por causa de muerte. Respecto de estos modos de adquirir derivativos tiene lugar el adagio: «Nadie puede transferir ni transmitir más derechos de los que tiene». 

### A título universal o singular
- A título universal

Los modos de adquirir a título universal son aquellos que permiten la adquisición de una universalidad jurídica o de una cuota de ellos. Se encuentran en esta categoría la tradición, la sucesión por causa de muerte y la prescripción adquisitiva, siempre y cuando operen respecto del derecho real de herencia. La ocupación y la accesión Nunca operan como modo de adquirir a título universal.
- A título singular

Los modos de adquirir a título singular son aquellos en virtud del cual se adquiere un bien determinado. Tienen esta característica singular Siempre la ocupación y la accesión.

### Título gratuito y oneroso
Esta clasificación atiende a si se exige o no al adquirente realizar un desembolso económico. Tienen el carácter de a título gratuito la ocupación, la accesión, la prescripción adquisitiva y la sucesión por causa de muerte. La tradición tiene este carácter dependiendo del antecedente jurídico; si el antecedente es la compraventa será a título oneroso, pero si es un contrato de donación será gratuito.

### Entre vivos y Mortis causa
Según o no presupongan la muerte para operar. La generalidad de los modos de adquirir son entre vivos. El único mortis causa es la sucesión por causa de muerte, porque necesita la muerte del causante para poder operar.

## Enumeración de los modos de adquirir
El artículo 588 del Código Civil los enumera, y son los siguientes:
- Ocupación
- Accesión
- Tradición
- Sucesión por causa de muerte
- Prescripción adquisitiva
- La ley

A la lista debe agregarse la adjudicación.

### Ocupación
Es el modo originario de adquirir la propiedad de bienes muebles, que permite la adquisición de las cosas que no pertenecen a nadie o que han sido abandonadas mediante la aprehensión material que el ocupante hace de ella con ánimo de dominio.
El Código Civil chileno lo regula en el Título IV del libro II, de los artículos 606 al 642. En su definición se critica por no identificar los elementos esenciales que caracterizan a la ocupación, lo que hace es aludir aquellas cosas que no es susceptible de adquirir por ese modo. 
Para que opere la ocupación se necesita la aprehensión material de una cosa que carezca de dueño (res nullius) o que hayan sido abandonadas por el anterior ocupante (res derelictae) y se necesita la intención de adquirir el dominio. Por tener como elemento la aprehensión material este descarta la posibilidad de obtener cosas incorporales y entre las corporales es imposible obtener bienes inmuebles, según lo dispuesto en el artículo 590 en la cual las tierras que carezcan de dueño son propiedad del Estado.
En la totalidad del Título IV dispone variados conjuntos de reglas para especies de distinta naturaleza susceptibles por adquirirse por ocupación. De cosas animadas como la caza y la pesca, de cosas inanimadas como la invención o hallazgo, cosas abandonadas por el primer ocupante, descubrimiento de un tesoro y captura bélica, de especies al parecer perdidas y náufragas.

### Accesión
Este modo de adquirir el dominio está tratado en el Título V del Libro II, de los artículos 643 hasta el 669. Lo define como un modo de adquirir el dominio por el cual el dueño de una cosa pasa a serlo de lo que ella produce, o de lo que se junta a ella.
En doctrina se objeta la inclusión de la accesión como un modo de adquirir, un primer argumento sería que la voluntad de adquirir no es fundamental como lo es en los otros modos y por otra que la accesión discreta o de frutos equivale a una manifestación de la facultad de gozar que es propia del dominio.
De la definición se distinguen dos tipos de accesión, accesión de frutos o discreta y la accesión continua. La accesión discreta el dueño pasa a serlo de lo que ella produce. De aquí se procede a considerar en doctrina los significados de fruto y producto. Fruto es aquello que produce periódicamente sin detrimento de la sustancia de la cosa y producto es con detrimento. 
Además los frutos se distinguen en naturales y civiles. A las primeras son los que da la naturaleza con o sin ayuda de la industria humana y que pueden hallarse en tres situaciones, pendientes, percibidos y consumidos. Mientras que los civiles son una creación jurídica, el Código no las define, pero da ejemplos como la renta o intereses, pueden estar en dos estados, pendientes cuando se deben y percibidos desde que se compran. 
Por regla general los frutos son de propiedad del dueño de la cosa fructuaria, pero existen excepciones como el poseedor de buena fe, o de las que el dueño cede los frutos a un tercero como usufructuario o arrendador.
La accesión continua se produce cuando dos cosas se unen permanentemente que originariamente eran separadas. Por ello la accesión como modo de adquirir es la aplicación del principio según la cual lo accesorio sigue la suerte de lo principal.
Para distinguir el problema de que es lo accesorio o de lo que es principal, se utilizan diversos criterios que usa el Código Civil, como lo es su función, su valor, su volumen, su afecto y la subsistencia.
Existen tipos de accesión continua:
- De inmueble a inmbueble: Aluvión, avulsión, cambio de cauce, formación de nueva isla, inundación.
- De mueble a mueble cuando las dos cosas pertenecen de distinto dueño: adjunción, especificación y mezcla.
- De mueble a inmueble: edificación y plantación de siembra.

### Tradición
Es el modo de adquirir entre vivos más importante. El Código Civil lo define en el artículo 670: «Es un modo de adquirir el dominio de las cosas y consiste en la entrega que el dueño hace de ellas a otro, habiendo por una parte la facultad e intención de transferir el dominio, y por otra la capacidad e intención de adquirirlo».
Lo que caracteriza a la tradición es la entrega de la cosa, pero es una entrega cualificada, no es una simple entrega, porque supone que existe de una parte facultad e intención de transferir, y de otra parte la capacidad e intención de adquirirlo. Por lo tanto, la tradición requiere los siguientes elementos:
- Un elemento material: La entrega de la cosa.
- Un elemento psicológico: La voluntad de transferir con ella el dominio de la misma.

El Código Civil, cometiendo una impropiedad en esto, hace varias veces sinónimas a la entrega y la tradición, cuando no toda entrega importa necesariamente tradición (por ejemplo, la entrega de la cosa del arrendador al arrendatario, en virtud de un contrato de arriendo, no importa transferencia del dominio, sino la voluntad de hacerlo mero tenedor).
Este modo de adquirir requiere del cumplimiento de cuatro condiciones para que opere, tales son:
- Presencia de dos partes;
- Consentimiento del tradente y adquirente;
- Existencia de un título traslaticio de dominio; y
- Entrega de la cosa con la intención de transferir el dominio.[4]

En el sistema chileno, toda tradición implica la existencia de un título («título translaticio de dominio»). Así, por ejemplo, el contrato de compraventa válidamente celebrado, confiere título para que pueda operar el modo de la tradición, como forma de traspasar el dominio. Esto es especialmente importante en los casos que el título y el modo están distantes en el tiempo (por ejemplo, compraventa a plazo).

### Sucesión por causa de muerte
Se encuentra tratado en el Libro III Código Civil. 
El legislador no da una definición de lo que es sucesión por causa de muerte, sino que ha sido la doctrina, fundamentalmente a partir del artículo 951, la que ha elaborado el concepto y ha dicho: «Es un modo de adquirir el conjunto de los bienes, derechos y obligaciones transmisibles de una persona difunta una cuota de ellos, o uno o más especies o cuerpos ciertos o una o más especies indeterminadas de un género determinado».
La característica fundamental de este modo de adquirir supone necesariamente la muerte del causante.
Este modo de adquirir opera por la sola muerte del causante. Vale decir, no es necesaria la voluntad de los herederos para adquirir las cosas por este modo. Puede darse por lo tanto inclusive la circunstancia de que el heredero desconozca tanto el hecho del fallecimiento del causante, como la relación que lo liga con éste y que lo constituye en heredero según la ley, y aun así habrá adquirido la parte de la herencia que le corresponde, por el solo hecho de la muerte del causante. Con todo, por razones de seguridad y estabilidad jurídicas, deberá hacer efectivo su derecho como heredero (véase acción de petición de herencia) dentro del plazo de prescripción del derecho real de herencia.

### Prescripción adquisitiva
La prescripción adquisitiva o usucapión se aplica generalmente a bienes inmuebles.
La prescripción adquisitiva, propone la posesión continuada durante el tiempo que la ley establece para que pueda darse la titulación supletoria.
Definida por le legislador en el artículo 2492. El legislador fusiona en este artículo La prescripción adquisitiva y la extintiva. «Es el modo de adquirir las cosas ajenas por haberse poseído las cosas durante un cierto lapso de tiempo y concurriendo los demás requisitos legales». 
Este concepto pone énfasis en los elementos de la prescripción adquisitiva:
- Posesión: debe ser una posesión legal, sea regular (justo título y buena fe en la adquisición) o irregular (falta de elementos de la regular). Nunca la posesión ilegal (viciosa o clandestina) otorgará la posesión.
- Transcurso del tiempo: si hay posesión regular, 2 años para bienes muebles y 5 años para inmuebles; si hay posesión irregular, 10 años. Si el título posesorio ha sido trasferido de otro, se puede sumar el tiempo que éste ha estado en posesión.

El Código Civil establece reglas comunes aplicables tanto a la prescripción adquisitiva como extintiva. Tales son:
- La prescripción debe ser alegada. Así lo establece el artículo 2493 del Código Civil.
- La prescripción puede renunciarse. Así lo señala el artículo 2494 del Código Civil.
- Las normas acerca de la prescripción son iguales para todas las personas. Así lo dispone el artículo 2497 del Código Civil.[5]

La prescripción adquisitiva puede verse afectada por las siguientes circunstancias:
- La suspensión, en que no se cuenta el tiempo, pero no extingue la posesión. Se aplica para el caso de ciertos incapaces, la mujer casada en sociedad conyugal (respecto de los bienes que administra el marido) y la herencia yacente. Se acaba la suspensión cuando termina la causa.
- La interrupción, en que se acaba la posesión y con ello se pierde el tiempo acumulado para adquirir. Puede ser:
  - interrupción natural, cuando otra persona entra en posesión o se impiden actos posesorios por fenómenos naturales.
  - interrupción civil, cuando el que se reputa dueño inicia una acción jurisdiccional contra el poseedor (art. 2503 Código Civil) o cualquier requerimiento, tratándose de las prescripciones de corto tiempo (art. 2523 Código Civil).

### La ley
La ley opera en casos especialmente previstos por el legislador, por ejemplo la situación prevista en el artículo 250, que establece que el padre o madre que ejerce la patria potestad tiene un derecho legal de goce sobre los bienes del hijo.
Quiere decir que por la sola disposición de la ley el padre o madre se hace dueño de los frutos de la cosa del hijo. Otro ejemplo es el derecho legal de goce que tiene la sociedad conyugal respecto de los bienes conyugales (artículo 1725).53